# Rocca de' Giorgi
Rocca de' Giorgi är en ort och kommun i provinsen Pavia i regionen Lombardiet i Italien. Kommunen hade 84 invånare (2018).